# Lasiommata maera
La mariposa pedregosa (Lasiommata maera) es una mariposa de la familia de las Nymphalidae. La especie es común en la península ibérica y Europa continental; también se encuentra en el Magreb y en las zonas templadas de Asia. Pese a ser una ávida voladora, no se la suele ver volando con fuertes vientos.

## Descripción
Los ejemplares machos tienen el anverso de las alas de color leonado oscuro con líneas más oscuras en la celda y entre la zona discal y postdiscal. Presentan además manchas de un color leonado amarillento en la zona postdiscal, con ocelo a veces bipupilado en el ápice y líneas finas en las venas. Las alas posteriores son también de color leonado oscuro, excepto en zona postdiscal, con tres ocelos negros.
Los ejemplares hembras son algo mayores en tamaño que los machos, con tonos de color similares en las alas, aunque menos oscuros en la zona discal del anverso y tienen bordes alares más redondeados.
El reverso de las alas posteriores es similar a las anteriores, aunque con las zonas oscuras de apariencia más grisácea. Tienen tono grisáceo con líneas irregulares marrones y finas entre las zonas discal, postdiscal y marginal. Presentan además ocelos postdiscales pupilados de blanco.
Poseen una longitud del borde del ala anterior de 23-25 mm. 

## Hábitat
Se la puede encontrar hasta los 1.800 metros de altitud. Sus hábitats preferidos son las zonas pedregosas de lindes de bosques y claros de áreas boscosas. La larva se alimenta de gramíneas de géneros tales como Poa annua, Festuca pratensis y Hordeum murinum.